# Championnat des îles Féroé de football 1992
Navigation
1. Deild 1991 1. Deild 1993
La saison 1992 du Championnat des îles Féroé de football était la 51e édition de la première division féroïenne à poule unique, la 1. Deild. Les dix meilleurs clubs du pays jouent les uns contre les autres à deux reprises durant la saison, à domicile et à l'extérieur.
En fin de saison, les deux derniers du classement sont relégués et remplacés par les 2 meilleurs clubs de 2. Deild.
Cette saison voit le sacre du B68 Toftir, qui termine en tête du classement final, avec 2 points d'avance sur le GÍ Gøta et 4 sur le tenant du titre, le KÍ Klaksvík. C'est le 3e titre de champion des Îles Féroé de l'histoire du B68 Toftir, après le doublé en 1984-1985.
Le champion et le vainqueur de la Coupe des îles Féroé obtiennent leur qualification pour les compétitions européennes. Le B68 Toftir participera donc à la Ligue des champions 1993-1994 tandis que le HB Tórshavn, vainqueur de la Coupe, est qualifié pour la Coupe des Coupes 1993-1994.
En revanche, pour la relégation le NSÍ Runavík, termine à la dernière place du classement et doit descendre en deuxième division ; il est accompagné par le SÍF Sandavágur.

## Les clubs participants
| \| SÍF B71 B36 HB B68 KÍ NSÍ TB GÍ VB \| Localisation des clubs engagés dans le championnat 1992. |
| SÍF B71 B36 HB B68 KÍ NSÍ TB GÍ VB                                                                |

- B36 Tórshavn
- B68 Toftir
- B71 Sandoy - Promu de 2. Deild
- GÍ Gøta
- HB Tórshavn
- KÍ Klaksvík - Tenant du Titre
- NSÍ Runavík
- SÍF Sandavágur - Promu de 2. Deild
- TB Tvoroyri
- VB Vágur

## Compétition

### Classement
Le barème de points servant à établir le classement se décompose ainsi :
- Victoire : 2 points
- Match nul : 1 point
- Défaite : 0 point

| Rang | Équipe             | Pts | J  | G  | N | P  | Bp | Bc | Diff |
| ---- | ------------------ | --- | -- | -- | - | -- | -- | -- | ---- |
| 1    | B68 Toftir         | 27  | 18 | 11 | 5 | 2  | 35 | 18 | +17  |
| 2    | GÍ Gøta            | 25  | 18 | 11 | 3 | 4  | 33 | 20 | +13  |
| 3    | KÍ Klaksvík (T)    | 23  | 18 | 7  | 9 | 2  | 32 | 18 | +14  |
| 4    | HB Torshavn (C)    | 21  | 18 | 7  | 7 | 4  | 34 | 24 | +10  |
| 5    | TB Tvoroyri        | 19  | 18 | 7  | 5 | 6  | 29 | 30 | -1   |
| 6    | B36 Tórshavn       | 16  | 18 | 4  | 8 | 6  | 26 | 28 | -2   |
| 7    | VB Vágur           | 16  | 18 | 4  | 8 | 6  | 19 | 26 | -7   |
| 8    | B71 Sandoy (P)     | 15  | 18 | 4  | 7 | 7  | 24 | 25 | -1   |
| 9    | SÍF Sandavágur (P) | 12  | 18 | 4  | 4 | 10 | 29 | 40 | -11  |
| 10   | NSÍ Runavík        | 6   | 18 | 2  | 2 | 14 | 17 | 49 | -32  |

|  | Qualification pour la Ligue des champions 1993-1994                                              |
|  | Qualification pour la Coupe des Coupes 1993-1994                                                 |
|  | Relégation en 2. Deild                                                                           |
|  | (T) Tenant du titre (C) Vainqueur de la Coupe des îles Féroé (P) Club promu de deuxième division |

### Résultats[n 1]
| Résultats (▼dom., ►ext.) | B36 | B68 | B71 | GÍG | HB  | KÍ  | NSÍ | SÍF | TB  | VB  |
| B36 Tórshavn             |     | 0-0 | 2-2 | 1-1 | 2-2 | 0-3 | 5-1 | 2-4 | 1-2 | 3-0 |
| B68 Toftir               | 0-0 |     | 1-0 | 1-4 | 1-0 | 0-0 | 4-2 | 4-1 | 5-0 | 2-1 |
| B71 Sandoy               | 1-0 | 2-4 |     | 1-2 | 0-0 | 1-2 | 3-0 | 1-1 | 1-0 | 2-2 |
| GÍ Gøta                  | 0-1 | 1-1 | 1-0 |     | 1-2 | 1-0 | 4-0 | 3-1 | 5-2 | 1-2 |
| HB Tórshavn              | 2-1 | 4-2 | 0-3 | 1-1 |     | 2-2 | 3-4 | 6-3 | 0-0 | 4-0 |
| KÍ Klaksvík              | 2-2 | 1-1 | 1-1 | 6-0 | 1-0 |     | 2-0 | 3-1 | 1-1 | 3-3 |
| NSÍ Runavík              | 1-3 | 2-4 | 2-2 | 0-1 | 0-3 | 1-0 |     | 0-0 | 1-2 | 0-1 |
| SÍF Sandavágur           | 2-2 | 0-1 | 2-1 | 0-2 | 2-2 | 1-2 | 5-1 |     | 1-4 | 4-1 |
| TB Tvoroyri              | 5-1 | 0-3 | 4-2 | 0-3 | 0-2 | 2-2 | 5-1 | 2-1 |     | 0-0 |
| VB Vágur                 | 0-0 | 0-1 | 1-1 | 1-2 | 1-1 | 1-1 | 2-1 | 3-0 | 0-0 |     |

## Bilan de la saison
| Championnat des îles Féroé de football 1992     |                       |
| Champion                                        | B68 Toftir (3e titre) |
| Coupes et trophées                              |                       |
| Vainqueur de la Coupe des îles Féroé 1992       | HB Torshavn           |
| Qualifications continentales                    |                       |
| Ligue des champions 1993-1994 Tour préliminaire | B68 Toftir            |
| Coupe des Coupes 1993-1994 Tour préliminaire    | HB Torshavn           |
| Promotions et relégations                       |                       |
| Promus en 1. deild                              | LÍF Leirvík           |
| Promus en 1. deild                              | ÍF Fuglafjørður       |
| Relégués en 2. deild                            | SÍF Sandavágur        |
| Relégués en 2. deild                            | NSÍ Runavík           |